# Monster Hunter Portable 3rd
Monster Hunter Portable 3rd (モンスターハンター ポータブル?) es la última entrega de la franquicia Monster Hunter para el sistema PlayStation Portable que fue lanzado en Japón el 1 de diciembre de 2010. El juego fue lanzado luego como parte de la PlayStation Portable Remaster Series, para PlayStation 3. El juego introduce nuevas regiones, monstruos y un sistema de combate Felyne revisado. Monster Hunter Portable 3rd no es una actualización de Monster Hunter Freedom Unite. Por el contrario es diferente del resto de la serie, y la mayor parte ha sido totalmente rehecha. Sin embargo, también es un sucesor para Monster Hunter Freedom Unite en el tercer juego de la serie de portátiles.
Monster Hunter Portable 3rd HD es una remasterización en alta definición del juego realizado para PlayStation 3, y es la primera entrega de la serie de Sony "PSP Remasters" para la PS3. El juego fue lanzado en Japón el 25 de agosto de 2011 y posee características mejoradas en cuanto al aspecto gráfico (alta definición 1080p), soporte 3D y la posibilidad de jugar mediante "Cross Play" entre la PS3 el PSP.

## Nuevas características
La nueva ubicación es la Aldea Yukumo. Este pueblo está basado en el Japón feudal, tanto desde su diseño hasta sus residentes. Ahora el tren Felynes de la comunidad y tener más opciones de capacitación como el entrenamiento para el maratón en la que el Felyne corre alrededor de la granja. El/La jugador/a puede llevar dos Felynes con él / ella durante las misiones para un solo jugador, a diferencia de lo que ocurría en el juego anterior, Monster Hunter Freedom Unite, en el que sólo se podía llevar un compañero. Estos Felynes ayudan al jugador tanto atacando, distrayendo y/o poniendo trampas al monstruo de turno como recolectando materiales, haciendo más fácil toda caza. Otra novedad en Monster Hunter Portable 3rd es la posibilidad de personalizar el equipamiento de los compañeros Felyne, pudiendo cambiar su arma y su armadura, compuesta de casco y malla. Se ha introducido una nueva zona de caza: Mountain Stream (渓流 Keiryū?). Las zonas de caza disponibles son todas las vistas en Monster Hunter Tri, junto con la adición del campo Mountain Stream. En cambio, se han eliminado las misiones bajo el agua, lo que supone cierta reestructuración de zonas como la Isla Desierta o el Bosque Inundado y la eliminación del Lagiacrus, Gobul y el Ceadeus, monstruos que habitaban generalmente en el fondo del mar. En esta entrega, el monstruo novedad e insignia es el Zinogre, un lobo eléctrico gigante.
El Gremio ahora cuenta con un onsen, aguas termales, similar a la Cocina Felyne de los juegos anteriores, que se puede mejorar realizando misiones especiales cuya recompensa es mejorar los efectos revitalizantes de las aguas termales que darán al personaje mayor cantidad de vida y energía para la próxima misión. Se han añadido, además, las bebidas Felyne, que pueden otorgar de una a cuatro habilidades al azar o no, dependiendo de la bebida elegida. Estas bebidas Felyne también han de desbloquearse a base de misiones especiales para dicho fin.

## Armas
Todas las clases de armas de los juegos anteriores (Gran Espada, Espada Larga, Espada y Escudo, Espadas Dobles, Martillo, Cuerno de Caza, Lanza, Lanza Pistola, Hacha espada, Ballesta Ligera, Ballesta Pesada y Arco) están presentes en el juego. Las cuatro clases que no estaban presentes en el Monster Hunter Tri (Espadas Dobles, Cuerno de caza, Lanza Pistola y Arco) se han añadido. La creación de equipos y sistemas de armaduras recibió una variedad de cambios. El productor Ryozo Tsujimoto afirmó que esta área del juego mantendrá lo que era bueno en Monster Hunter Freedom Unite.

## Nuevas Criaturas
- Aoashira, Un oso bastante peligroso , ideal para novatos
- Urukususu, un conejo / liebre, al igual que Pelagus que se encuentran en la región de la tundra.
- Gagua, Un pájaro similar al avestruz.
- Volvidon, un armadillo como Pelagus.
- Furoggi Magnificente, se trata de un Wyvern pájaro y está estrechamente relacionado con el Gran Jaggi y Gran Baggi.
- Slagtoth , al igual que otros herbívoros vive en los bosques inundados y en el Volcán.
- Nibelsnarf, un nuevo Leviatán se encuentra en los Llanos Arenosos.
- Doboruberukuun nuevo Wyvern Bruto que se encuentra principalmente en las Cumbres Borrascosas y el Bosque Inundado.
- Jinouga, es el único miembro de su grupo, Wyvern de Colmillos. Esta criatura es el monstruo insignia de Monster Hunter Portable 3rd.
- Las Subespecies de los monstruos de las anteriores entregas:Narugakuruga Jade,Barroth Hielo,Agnaktor Hielo,Qurupeco Carmesí,Barioth Desértico ,Tigrex Negro y Ludroth R. Púrpura.
- Amatsumagatsuchi, un colosal dragón Anciano que se puede combatir en un área especial que se llama La Montaña Sagrada.

## Ventas
En dos semanas desde su lanzamiento el 1 de diciembre de 2010, Monster Hunter Portable 3rd vendió 2,58 millones de unidades en Japón convirtiéndose en el juego más rápidamente vendido en la historia de Japón, de acuerdo con el editor del juego, Monster Hunter Portable 3rd es "ahora el título de PSP más vendido en Japón" y el segundo título más vendido de la saga después de Monster Hunter 4.